# Doug Bradley
Douglas William Bradley, född 7 september 1954 i Liverpool, England, är en engelsk skådespelare som är mest känd för sin roll som Pinhead i Hellraiser. Bradley har även medverkat som berättarröst i Engelska gothic metal-bandet Cradle of Filth 